# Wpływ promieniowania telefonów komórkowych na zdrowie
Powszechność używania telefonów komórkowych spowodowała wzrost zainteresowania ich ewentualnym wpływem na zdrowie. Telefony komórkowe wykorzystują promieniowanie elektromagnetyczne w zakresie mikrofal. Pojawiła się duża liczba badań naukowych (zarówno o charakterze epidemiologicznym, jak i eksperymentalnym in vivo oraz in vitro, na roślinach, zwierzętach i ludziach) dotyczących skutków oddziaływań pól elektromagnetycznych (PEM) o charakterystykach używanych w bezprzewodowych urządzeniach telekomunikacyjnych, takich jak: telefony komórkowe, telefony bezprzewodowe DECT, telewizja naziemna, sieci bezprzewodowe (Wi-Fi) i inne.
Światowa Organizacja Zdrowia (WHO) stwierdziła, że:
W ciągu ostatnich dwóch dekad przeprowadzono wiele badań, aby ocenić, czy telefony komórkowe stanowią potencjalne zagrożenie dla zdrowia. Do tej pory nie stwierdzono negatywnych skutków dla zdrowia spowodowanych używaniem telefonów komórkowych.

## Wpływ telefonu komórkowego na organizm człowieka
Część fal radiowych emitowanych przez telefony komórkowe jest pochłaniana przez głowę. Fale radiowe emitowane przez telefony GSM osiągają moce szczytowe dochodzące do 2 watów, natomiast dla amerykańskich analogowych telefonów dochodzą do 3,6 wata. Pozostałe cyfrowe mobilne technologie, takie jak CDMA i TDMA mają mniejszy pobór mocy, zwykle poniżej 1 W. Maksymalna moc wyjściowa telefonu komórkowego jest określana przez normy ustalane przez odpowiednie agencje w każdym kraju. W większości przypadków, telefon komórkowy oraz stacja bazowa dostosowują moc do panujących warunków (jakości sygnału, siły sygnału, otoczenia w jakim znajduje się telefon etc.).
Współczynnik pochłaniania promieniowania przez organizm człowieka jest mierzony jako SAR (ang. specific absorption rate). Maksymalny dopuszczalny poziom SAR jest określany ustawowo przez jednostki administracyjne wielu krajów. W USA agencja FCC (ang. Federal Communications Commition) ustaliła maksymalną wartość SAR na poziomie 1,6 W/kg, uśredniając na 1 gramie tkanki. W Europie limit ten wynosi 2 W/kg (mierzone na 10 gramach tkanki). Wartość SAR silnie zależy od wagi, na którą zostanie ona uśredniona, a więc europejska 10-gramowa skala nie może być porównywana z amerykańska 1-gramową skalą. Wartości SAR dla konkretnych telefonów komórkowych, wraz z innymi pomocnymi informacjami, można znaleźć zarówno na stronach internetowych producentów, jak i na stronach firm dostawców.

### Efekt termiczny
Jednym z lepiej poznanych efektów promieniowania radiowego jest nagrzewanie pojemnościowe. Jest to nagrzewanie związane z efektami polaryzacji wiązań chemicznych i przewodnictwa cieplnego w ośrodkach dielektrycznych (takich jak tkanki żywe). W trakcie korzystania przez człowieka z telefonu komórkowego narażona na działanie efektu nagrzewania pojemnościowego jest głównie głowa. Efekt ten może spowodować wzrost jej temperatury. W tym przypadku, wzrost temperatury jest mniejszy niż w przypadku bezpośredniego wystawienia głowy na słońce. Krwiobieg mózgu umożliwia poprzez przepływ krwi odprowadzanie nadwyżki ciepła z mózgu. Jednak nie wszystkie narządy mają możliwości kontrolowania temperatury i odprowadzania ciepła. Przykładowo rogówka oka nie ma mechanizmu kontrolującego temperaturę. Wpływ promieniowania o wartości SAR od 100 do 140 W/kg (czyli od 50 do 70 razy większego niż maksymalny SAR dopuszczalny w telefonach komórkowych) trwający 2–3 godziny powoduje wzrost temperatury soczewki do 41–42 °C oraz tworzenie się zaćmy. Ryzyko zaćmy nie zostało powiązane z używaniem telefonów komórkowych ze względu na ich niskie moce.

### Efekt nietermiczny
Do tej pory nietermiczny wpływ fal elektromagnetycznych na organizmy żywe, poza mikrofalowym efektem akustycznym, pozostaje kontrowersyjny, niewyjaśniony i słabo odtwarzalny. Komunikacja mobilna podobnie jak większość innych sztucznych źródeł promieniowania radiowego wykorzystuje różne rodzaje modulacji sygnału. Dotychczas opublikowano tylko kilka badań mających na celu zidentyfikowanie potencjalnego biologicznego wpływu modulacji sygnałów radiowych. Badania które donosiły o skutkach zależnych od modulacji sygnału nie zostały jednak niezależnie potwierdzone.
Część z naukowców argumentuje, że tzw. nietermiczne efekty mogą być związane z odpowiedzią komórek na wzrost temperatury. Przykładowo niemiecki biofizyk Roland Glaser twierdzi, że zawarte w komórkach białka szoku cieplnego (ang. Heat Shock Proteins – HSP) wykazują wzrost ekspresji w wyniku zwiększania temperatury ciała, prowadząc do jego chłodzenia. Zjawisko to jest jednak za mało zauważalne, by uznać je za oczywiste. Martin Blank nie zgadza się z argumentami Rolanda Glasera, przedstawiając różne ścieżki syntezy białek szoku cieplnego w komórkach.

#### Efekt bariery krew-mózg
Szwedzcy naukowcy z Uniwersytetu Lund badali wpływ fal radiowych na mózg szczura. Odkryli przeciek albuminy do mózgu poprzez przesiąkanie przez barierę krew-mózg. Inne grupy nie potwierdzają tego odkrycia w komórkach ani w badaniach na zwierzętach.

#### Nadwrażliwość elektromagnetyczna (EHS)
Część osób twierdzi, że „cierpi na nadwrażliwość elektromagnetyczną (ang. electromagnetic hypersensitive)” i „jest w stanie wykrywać promieniowanie elektromagnetyczne o niskim poziomie ekspozycji (poniżej limitów ICNIRP)”. Osoby te skarżą się na nieokreślone dolegliwości związane z codzienna ekspozycją na pole elektromagnetyczne. Wśród dolegliwości tych wymieniają m.in.: pieczenie skóry głowy i rąk, zmęczenie, zaburzenia snu oraz pamięci, zawroty i bóle głowy, utrata koncentracji, opóźnione reakcje, palpitacje serca, a w skrajnych przypadkach nawet zaburzenia układu pokarmowego. Badania naukowe wskazują jednak, że znacząca większość osób nie jest w stanie wykryć, czy są poddawane działaniu słabego pola elektromagnetycznego, czy nie, w warunkach podwójnie ślepej próby. Wskazuje to na występowanie w nich efektu nocebo.

#### Efekt genotoksyczny
Zespół naukowców Uniwersytetu Ateńskiego w 2004 roku przeprowadził badania na muszkach owocówkach. Opublikowane wyniki badań wykazały zmniejszenie możliwości reprodukcyjnych muszek owocówek do sześciu minut w wyniku działania na nie pola elektromagnetycznego o częstotliwości 900 MHz przez pięć dni. Podobne doświadczenie zostało powtórzone w 2007 roku dla dwóch częstotliwości: 900 MHz oraz 1800 MHz. Wynik badania był identyczny jak ten sprzed trzech lat, ale dodatkowo okazało się, że zmiana częstotliwości nie wprowadziła żadnych istotnych zmian. Po kolejnych dodatkowych eksperymentach zespół opublikował trzeci raport, w którym stwierdził, że „wyniki poprzednich badań były związane z uszkodzeniem dużej liczby komórek jajowych po fragmentacji DNA w komórkach macierzystych”.
W 1995 roku Lai i Singh w magazynie Bioelectromagnetics informowali o uszkodzeniach DNA po dwugodzinnym promieniowaniu falami mikrofalowym o poziomie uznanym jako bezpieczny. W grudniu 2004 roku europejskie badania o nazwie REFLEX obejmujące 12 współpracujących ze sobą laboratoriów w różnych krajach ukazały dowody na uszkodzenia DNA hodowli komórek in-vitro w wyniku działania pola elektromagnetycznego o średnim SAR równym 0,3–2 W/kg. Badania dostarczają tych samych informacji, natomiast nie zawierają żadnych dowodów na zmiany w komórkach innego typu, w tym zmian w chromosomach, genach oraz na ich przyśpieszone dzielenie. Konkluzją badań REFLEX-u jest brak genotoksyczności promieniowania fal radiowych.

#### Rakotwórczość
W 2006 roku w Danii został opublikowany raport z badań dotyczących powiązania zachorowań na nowotwory złośliwe a korzystaniem z telefonów komórkowych. Uczestnikiem badań, które trwały przez okres 20 lat, była 357 553 mężczyzn i 62 542 kobiet z Danii. Badania nie wykazały zwiększenia ryzyka zachorowań. Niemiecki Urząd do Spraw Ochrony przed Napromieniowaniem (niem. Bundesamt für Strahlenschutz – BfS) ocenił ten raport jako nierozstrzygający ze względu na możliwe niedoszacowanie ryzyka z powodów ograniczeń metodologicznych i stwierdził, że do naukowo wiarygodnego stwierdzenia jakie skutki zdrowotne ma długotrwałe używanie telefonów komórkowych potrzebne są dalsze badania na ten temat.
W celu zbadania oceny ryzyka zachorowań na raka poprzez wpływ telefonów komórkowych zapoczątkowano w 2000 r. międzynarodowy projekt INTERPHONE, obejmujący dane epidemiologicznie i informacje o korzystaniu z telefonów komórkowych z 13 krajów. Badania trwały od 2- 4 lat w okresie 2000- 2004 r. Nie zaobserwowano istotnego zwiększenia ryzyka zachorowań na nowotwory mózgu związanego z użytkowaniem telefonów komórkowych. Projekt został częściowo sfinansowany przez przemysł (Mobile Manufacturers’ Forum i GSM Association) za pośrednictwem International Union against Cancer (UICC). W raporcie autorzy zaznaczyli że przekazywanie środków było regulowane umowami zapewniającymi naukowcom całkowitą niezależność badawczą. Według IARC współfinansujący badanie nie mieli dostępu do wyników przed ich publikacją. Niektórzy naukowcy zarzucają, że projekt badania INTERPHONE zawiera błędy.
Wyniki opublikowanego raportu odnośnie do badań są następujące:
- Nie znaleziono dowodów na powiązanie telefonów komórkowych z ryzykiem zachorowań na raka – 10-letnie duńskie badania (2004 rok)[22].
- Szwedzkie badania (2005 rok) zakończyły się następującą konkluzją: „dane nie potwierdzają hipotezy, iż używanie telefonów komórkowych jest związane ze zwiększeniem ryzyka powstania nowotworu mózgu”[31].

- Brytyjskie badania (2005 rok) zasugerowały, iż „w pierwszej dekadzie od momentu rozpoczęcia używania telefonów komórkowych nie ma zasadniczego ryzyka powstawania guza nerwu przedsionkowo-ślimakowego. Jednakże nie można wykluczyć zwiększenia tego ryzyka w wyniku długoterminowego użycia telefonów komórkowych”[32].

- Niemieckie badania (2006 rok) zakończyły się wnioskiem: „nie stwierdzono zwiększenia ryzyka powstania nowotworu mózgu u osób korzystających z telefonów komórkowych; jednakże dla użytkowników korzystających z telefonów komórkowych przez długi czas te wyniki będą musiały zostać potwierdzone, zanim będzie można wyciągnąć jednoznaczne wnioski”[33].
- Konkluzja wspólnych badań prowadzonych w północnej Europie: „pomimo że badania nie wskazują związania zwiększenia ryzyka powstania nowotworów mózgu w wyniku używania telefonów komórkowych, możliwe zagrożenie istnieje przede wszystkim dla mózgu w przypadku długoterminowego korzystania z telefonów komórkowych”[potrzebny przypis].

Wyniki innych badań nad związkiem zachorowań na raka a używaniem telefonów komórkowych wskazują na wzrost ryzyka wystąpienia nowotworów złośliwych mózgu w wyniku używania telefonów komórkowych:
- Ryzyko powstania nowotworu jest związane z używaniem telefonów komórkowych[34].

- Szwedzki zespół naukowców z Instytutu Karolinska przewodzący badaniom epidemiologicznym (2004 rok) sugerował, że regularne korzystanie z telefonu komórkowego przez ponad dekadę koreluje ze zwiększeniem ryzyka powstania guza mózgu. Wzrost ten nie został odnotowany dla osób, które używały telefon przez mniej niż 10 lat[35]. W badaniu z 2018 r. w którym przeanalizowano liczbę zachorowań na nowotwory mózgu w latach 1980–2012 gdy znacząco wzrosło użycie telefonów komórkowych. We wnioskach z badania stwierdzono, że nie ma dowodów na to, że w latach 1980–2012 w Szwecji wzrosła liczba nowotworów mózgu[36].
- Grupa badawcza INTERPHONE z Japonii opublikowała wyniki swoich badań na temat ryzyka powstawania guza mózgu związanego z korzystaniem z telefonu komórkowego. Wykorzystywali nowe podejście: określanie wartości SAR wewnątrz guza poprzez obliczanie absorpcji pola o częstotliwości radiowej wewnątrz guza. Zespół badał różne typy guzów mózgu. W raporcie z wyników badań zespół stwierdza, iż całkowita wartość ilorazu szans (ang. Odd Ratio – OR) nie została zwiększona i że nie było wyraźnego trendu w kierunku zwiększania OR w stosunku do określonego przez SAR narażenia[37].
- Własne opracowanie badań australijskiego neurochirurga dr. Vini Khurana prezentuje dowody na to, że używanie telefonów komórkowych przez więcej niż 10 lat może podwoić ryzyko powstania nowotworów mózgu, przez co jest bardziej niebezpieczne niż palenie tytoniu[38][39]. Jego praca niebędąca publikacją naukową w recenzowanym czasopiśmie została skrytykowana przez The Australian Centre for RF Bioeffects Research (ACRBR) jako wybiórcza analiza literatury wspierająca tezy autora, zawierająca szereg błędów rzeczowych[40].

#### Sen i efekt EEG
Niektóre badania twierdzą, że promieniowanie telefonów komórkowych ma wpływ na sen, w tym na opóźnienia w zasypaniu. Autorzy badań klinicznych prowadzonych przez szwedzki Instytut Karolinska wraz z Uniwersytetem Stanowym Wayne w USA sugerują powiązanie promieniowania fal radiowych z zaburzeniami snu w pewnych jego stadiach. Angielska Narodowa Opieka Zdrowotna (NHS – ang. UK National Health Service) skrytykowała te badania. Powodem była mała liczba uczestników oraz fakt, że 53% badanych zgłosiło uczulenie podczas używania telefonów komórkowych. Proporcja ta nie odzwierciedla rzeczywistego stanu całej populacji. NHS skrytykowała także prasę za niewłaściwe przekazywanie wyników tych badań.

## Wpływ stacji bazowej na organizm człowieka
Stacja bazowa to część infrastruktury telefonii komórkowej, jest to naziemna antena służąca do komunikacji z telefonami. W porównaniu do telefonów komórkowych pracuje nieustannie oraz jest urządzeniem o większej mocy. Emitowane pole elektromagnetyczne słabnie proporcjonalnie do kwadratu odległości od anteny. Maksymalne poziomy emisji stacji nadawczych muszą być zgodne z krajowymi przepisami je regulującymi. W Polsce regulacje są ustalane w formie rozporządzenia ministra zdrowia wydawanego na podstawie ustawy Prawo ochrony środowiska. Lokalne przepisy krajowe w większości krajach członkowskich UE określają limity emisji na poziomach zgodnych z zaleceniem 1999/519/EC Rady Unii Europejskiej, a w niektórych krajach UE limity bardziej restrykcyjne. Zalecenie 1999/519/EC opiera się wytycznych ICNIRP z 1998 r., według których gęstość mocy S nie może przekraczać 4,5 W/m² dla 900 MHz oraz 9 W/m² dla 1800 MHz.

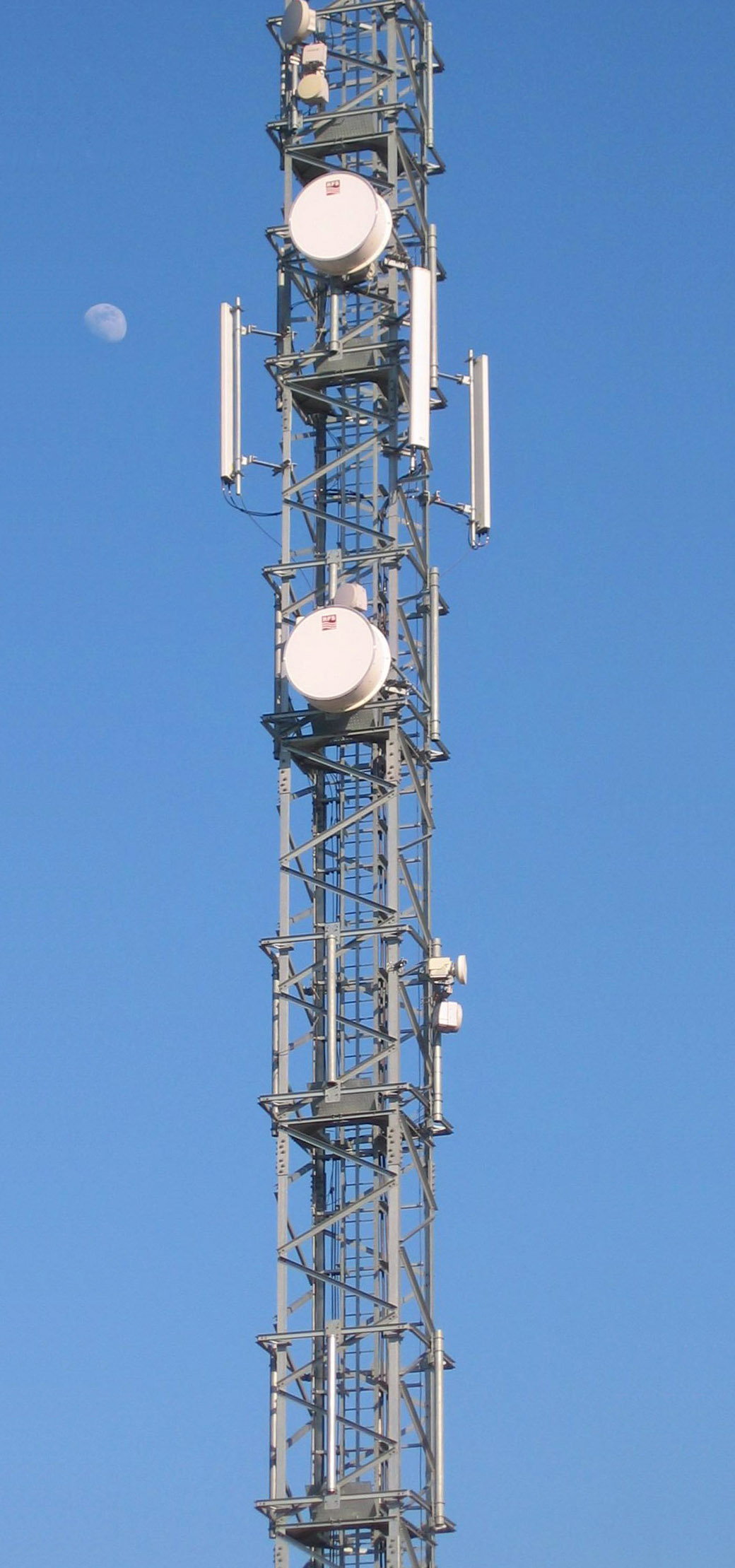
Stacja bazowa telefonii komórkowej

Zalecenia ICNIRP dotyczą głównie zjawiska krótkich czasów grzania tkanek biologicznych. Zalecenia te nie są uznawane przez grupę BioInitiative która twierdzi, że istniejące normy dotyczące bezpieczeństwa są za wysokie i proponuje własne do 10 000 razy niższe niż te rekomendowane przez międzynarodowe instytucje. Naukowcy z COMAR (ang. The Committee on Man and Radiation) będącego technicznym komitetem EMBS (IEEE Engineering in Medicine and Biology Society) analizując raport BioInitiative stwierdzili że jego główną słabością jest wybiórczy, a nie kompleksowy przegląd literatury naukowej. Uznali też, że dowody zawarte w literaturze naukowej na temat biologicznego wpływu promieniowania elektromagnetycznego nie wskazują na potrzebę ustalenia norm ekspozycji na tak niskim poziomie.
Według kilku badań w pobliżu stacji bazowych ludzie zgłaszają więcej objawów chorobowych. Podczas badań prowadzonych we Francji w 2002 roku, ludzie mieszkający w sąsiedztwie stacji nadawczej (w promieniu 300 metrów dla obszarów wiejskich oraz 100 metrów dla miast) zgłaszali różnego rodzaju objawy, takie jak: zmęczenie, bóle głowy, zaburzenia snu oraz pamięci. Podobne wyniki zaobserwowano w takich krajach, jak Hiszpania, Egipt, Polska oraz Austria. Jednak badania wyższej jakości, takie jak badanie z użyciem podwójnie ślepej próby z próbą kontrolną i placebo nie potwierdzają tej zależności.
Rozwój technologii mobilnych oraz popyt na dane w miastach powoduje szybkie powstawanie coraz to nowych wież, wśród których są wieże 3 G pracujące z wyższymi pasmami częstotliwości. Z wielu pomiarów oraz badań wynika, że nowoczesne anteny posiadają nadajniki o mniejszych mocach (20-100 W dla 2 G). Promieniowanie nowoczesnych anten 3 G jest mniejsze od aktualnie zainstalowanych anten 2 G. Średnia moc promieniowania jest na poziomie 3 W. Stosowanie w miastach większej liczby stacji, ale o mniejszej mocy powoduje dalsze zmniejszenie całkowitej mocy promieniowania. Nie zmienia to faktu, że anteny te i tak działają przez cały czas.
Doradcy francuscy uznali za konieczne ustawianie nadajników w odległości nie mniejszej niż 100 metrów od mieszkań. Wymagania te zostały zmienione w 2003 roku. Dotyczyły one zapisów lokalizacji anten w promieniu mniejszym niż 100 metrów od szkół, budynków medycznych. Anteny te miały być lepiej widoczne. Zmiany te następnie zostały usunięte i nie pojawiły się w kolejnym raporcie z 2005 roku.

## Wpływ na organizm osób obsługi technicznej
Pracownicy sektora telekomunikacyjnego mający na co dzień styczność z elementami aktywnymi anten są bardziej narażeni na promieniowanie niż pozostała część ludzi. Często podczas prac konserwacyjnych stacje nadawcze nie są wyłączane.
Na przełomie 50 lat przeprowadzono wiele różnych badań na pracownikach narażonych na duże promieniowanie fal radiowych. Badania te dotyczyły pracowników stacji radarowych, elektryków oraz zwykłych słuchaczy radia. Większość z badań nie wykazało zwiększonego ryzyka zachorowań na raka, a w niektórych przypadkach nawet zmniejszyły.

## Normy bezpieczeństwa oraz uprawnienia
W celu ochrony życia w pobliżu stacji nadawczych oraz użytkowników telefonów komórkowych władze każdego z państw wraz z urzędami normalizacyjnymi tworzą normy bezpieczeństwa. Normy opisują maksymalne dopuszczalne wartości promieniowania. Powstało wiele norm krajowych oraz międzynarodowych, wśród nich najszerzej stosowaną jest norma Międzynarodowej Komisji Ochrony przed Promieniowaniem Niejonizującym (ICNIRP – and. International Commission for Non-ionising Radiation Protection), wprowadzona w ponad 80 krajach. ICNIRP proponuje dwa poziomy bezpieczeństwa dla stacji nadawczych: pracowniczy oraz cywilny. Aktualnie są podejmowane próby pogodzenia różnych norm z życiem codziennym.
Procedury licencjonowania stacji radiowych odbywają się w zależności od ustaleń prawnych danego kraju. W większości krajów dostawcy usług sieci komórkowych są zobligowani do posiadania licencji na urządzenia oraz certyfikatów potwierdzających poziomy emisji promieniowania na unormowanym poziomie oraz powinni i zapewniać zgodność ze standardami ICNIRP lub innymi ustawami.
W wielu krajach władze wymagają, aby firmy telekomunikacyjne współdzieliły ze sobą maszty nadajników w celu zmniejszenia wpływu na środowisko oraz architekturę. Zmniejsza to istotnie liczbę nowych masztów oraz wież nadajników.

### Ewolucja norm bezpieczeństwa
Poniżej zamieszczono krótki przegląd norm dotyczących bezpieczeństwa urządzeń bezprzewodowych:
- 1966: standard ANSI C95.1 obejmujący promieniowanie o częstotliwości od 10 MHz do 100 GHz przyjął limit ekspozycji 10 mW/cm² bazując na efekcie termicznym[66];
- 1982: rekomendacje IEEE z 1982 zmniejszające limit ekspozycji do: 1 mW/cm² dla częstotliwości w zakresie 30–300 MHz, {\displaystyle S_{eq}[mW/cm^{2}]=f[MHz]/300} w zakresie 300–1500 MHz i 5 mW/cm² w zakresie 1,5–100 GHz[67] limity te znalazły się w standardzie ANSI/IEEE C95.1-1982[68];
- 1986: organizacja NCRP zaleca stosowanie limitu na poziomie 580 μW/cm²[potrzebny przypis];
- 1992: standard ANSI/IEEE C95.1-1992[69] w niekontrolowanym środowisku przyjmował limity na poziomie 0.2 mW/cm² – 100–300 MHz, {\displaystyle S_{eq}[mW/cm^{2}]=f[MHz]/1500} w zakresie 300–15000 MHz, 10 mW/cm² w zakresie 15–300 GHz[70];
- 1996: rządowa agencja USA FCC normalizuje następujące limity: 580 μW/cm² dla częstotliwości 869 MHz w 30-minutowych okresach oraz 1 mW/cm² dla częstotliwości PCS (1850–1990 MHz)[71];
- 1998: ICNIRP w rekomendacjach przyjmuje limit 2 W/m² dla częstotliwości poniżej 400 MHz, {\displaystyle S_{eq}[W/m^{2}]=f[MHz]/200} w zakresie 400 MHz-2 GHz,10 W/m² dla częstotliwości powyżej 2 GHz[49];
- 2020: ICNIRP wydał nową wersję rekomendacji[72], które obejmują zakres od 100 kHz do 300 GHz jednak poziomy ekspozycji z roku 1998 podane powyżej nie zostały zmienione[73].

Niektóre kraje stosują normy bardziej restrykcyjne niż te zalecane przez ICNIRP.

## Procesy sądowe
Procesy sądowe są najczęściej wszczynane w wyniku zachorowań na nowotwór mózgu lub śmierci. Były one już prowadzone przeciwko producentom telefonów komórkowych, takich jak Motorola, NEC, Siemens czy Nokia. Procesy takie należą do rzadkości i mają charakter indywidualny. W jednej sprawie, wytoczonej przeciwko firmie Motorola, oskarżyciel twierdził, że używanie telefonu komórkowego może spowodować nowotwór mózgu i że telefon Motoroli właśnie go spowodował. Sędzia orzekł, że co do tego nie ma żadnych dowodów naukowych, odrzucił zeznania zarówno oskarżycieli, jak i obrońców.

## Zasada ostrożności
Organizacja WHO w 2000 roku zaleciła stosowanie zasady ostrożności. Są to zalecenia Unii Europejskiej dotyczące ochrony środowiska. Według WHO zasadą ostrożności jest „polityka zarządzania ryzykiem w razie wysokiego stopnia nieznajomości naukowej, odzwierciedlająca wymagania, jakie powinny zostać podjęte w przypadku rzeczywistego zagrożenia bez oczekiwania na wyniki badań naukowych”. Innymi mniej surowymi podejściami do tego tematu są „zasada rozważnego unikania” oraz ALARA (ang. As Low as Reasonably Achievable, tak nisko jak rozsądnie osiągalne).
Niektóre narodowe komitety doradcze ds. promieniowania takich państw jak Austria, Francja, Niemcy czy Szwecja stworzyły zalecenia dla swoich obywateli zmniejszające wpływ promieniowania. Przykładowe zalecenia:
- używanie zestawów słuchawkowych zmniejszających promieniowanie w okolicach głowy;
- trzymanie telefonu komórkowego z dala od ciała;
- zakaz rozmowy przez telefon w samochodzie bez zewnętrznej anteny.

Z kolei Brytyjski Związek Konsumentów (ang. British Consumers’ Association) w raporcie z 2000 roku twierdzi, że zestaw słuchawkowy powoduje zwiększenie wpływu promieniowania. Następne badania wykonane dla Brytyjskiego Departamentu Handlu i Przemysłu oraz Francuskiej Agencji Bezpieczeństwa Sanitarnego wykazują w tym przypadku istotne zmniejszenie.
Tak czy inaczej, każde z nich jest trudne w realizacji, głównie za sprawą ogólnodostępności oraz ekonomicznego znaczenia telekomunikacji bezprzewodowej. Zalecenia dotyczą rzadkiego korzystania z telefonów komórkowych, ograniczania ich używania przez dzieci, stosowania telefonów komórkowych o bardzo niskich poziomach promieniowania i szerszego stosowania technologii umożliwiających wolne korzystanie z rąk oraz zestawów słuchawkowych.